# Tengene socken
Tengene socken i Västergötland ingick i Viste härad, ingår sedan 1971 i Grästorps kommun och motsvarar från 2016 Tengene distrikt.
Socknens areal är 26,30 kvadratkilometer varav 26,05 land (med köpingsområdet inräknat). År 2000 fanns här 3 254 invånare.   Huvuddelen av tätorten Grästorp med Grästorps kyrka samt sockenkyrkan Tengene kyrka ligger i denna socken.

## Administrativ historik
Socknen har medeltida ursprung. 
Vid kommunreformen 1862 övergick socknens ansvar för de kyrkliga frågorna till Tengene församling och för de borgerliga frågorna bildades Tengene landskommun. Grästorps köping bröts ur landskommunen 1900. Landskommunen uppgick 1952 i Grästorps landskommun som 1971 ombildades till Grästorps kommun.
1 januari 2016 inrättades distriktet Tengene, med samma omfattning som församlingen hade 1999/2000.  
Socknen har tillhört län, fögderier, tingslag och domsagor enligt vad som beskrivs i artikeln Viste härad. De indelta soldaterna tillhörde Västgöta-Dals regemente, Livkompaniet och Västgöta regemente, Barne kompani.

## Geografi
Tengene socken ligger söder om och omfattar Grästorp och kring Nossan. Socknen är en uppodlad slättbygd med visst inslag av skog.

## Fornminnes och historiska lämningar
Boplatser och en hällkista från stenåldern är funna. Från bronsåldern finns spridda gravar och skålgropsförekomster. Från järnåldern finns två gravfält. En runsten har påträffats.
På en urbergsknalle på Jolevads marker står en benstamp som från början var vinddriven som en vridbar väderkvarn. Efter att vingarna tagits bort drevs stampen en tid av en liten elmotor. Några stora upprättstående metallbeslagna stockar lyftes upp och fick falla ned av sin egen tyngd och på så sätt krossa benbitarna. Ett skakande galler av järn ingick i maskineriet, som skilde ut det färdiga benmjölet
.

## Namnet
Namnet skrevs 1298 Thänghini och kommer från kyrkbyn. Efterleden innehåller vin, 'betesmark, äng'. Förleden innehåller troligen tånge, 'lång smal udde'.